# コスタ・クルーズ
コスタクルーズ（Costa Cruises）はイタリアのジェノヴァに本社を置く、クルーズ客船運航会社。

## 歴史

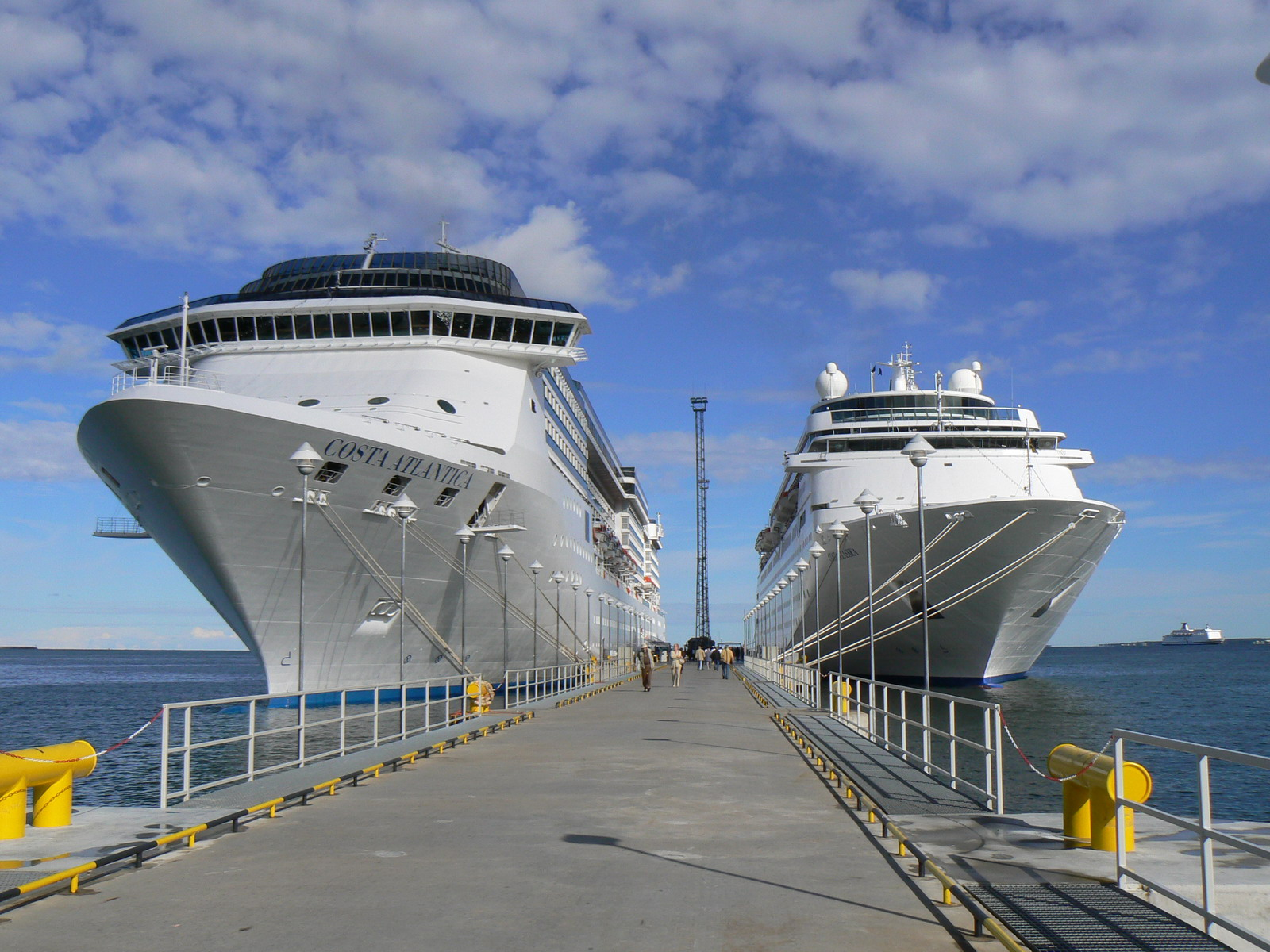
エストニアのタリン港に停泊するコスタ アトランティカ（左）とコスタ クラシカ（右（除籍））

1924年にコスタ・ラインとして設立され、当初貨物船を運航していたが、1947年にイタリア～南米間で定期客船の運航を開始。
1959年にはクルーズ客船の運航を開始し、1986年にはクルーズ専門となる。1990年代「コスタ マリーナ級」、「コスタ クラシカ級」、「コスタ ビクトリア」といった新船の導入などで負債が膨らみ、1997年にカーニバル・コーポレーションとエアツアーに株式を売却。その後カーニバルはエアツアーの所有する株も取得し、カーニバルの完全子会社となった。
2020年現在14隻の船隊を有し、地中海、北欧、南米、カリブ海、中東、極東などの地域でコスタクルーズ ブランドでクルーズを行っている。
近年は13万トン超の客船の建造に力を入れており、2019年10月に就航したコスタ スメラルダは同社の船舶燃料としては初となるLNGを採用。なお、スメラルダ級はアイーダクルーズのアイーダ ノヴァ(183,800トン)及びMSCクルーズのメラビリアクラスを抜き、ロイヤルカリビアンインターナショナルのオアシスクラスに次ぐ世界第二位の大きさ（en:List of largest cruise ships）となった。

### 海難事故
2012年1月13日、乗客乗員4000人以上を乗せたコスタ・コンコルディアがイタリア・ジリオ島付近にある浅瀬に座礁、浸水・転覆し乗員乗客の死者32人を出す海難事故を起こした。
座礁より約2年弱後の2014年11月3日に、最後の行方不明者だった乗務員のインド人給仕係が発見され、総死者数は32人となった。この間同年初頭には、座礁船船引き揚げ作業にあたっていたスペイン人潜水士が、水中作業中に金属板で脚に深い切り傷を負い、出血多量で死亡しており同船の座礁による死者数を一人増やした。
2015年2月、コスタ・コンコルディアの元船長は、過失致死罪や乗客を船内に残したまま船を離れた罪を問われ、禁錮16年を言い渡された。

### 新型肺炎対応
- 2020年1月30日、コスタ・スメラルダの乗客の2人から新型コロナウイルスによる急性呼吸器疾患と思われる発熱の症状が見られたため、チビタベッキア港に停泊したまま一時6000人が翌日まで下船できない状態となった[7]。

## 船隊

### コスタ・スメラルダ級
| 船名               | 英名           | 完成年 | 就航年             | 総トン数 |
| ------------------ | -------------- | ------ | ------------------ | -------- |
| コスタ・スメラルダ | Costa Smeralda | 2019年 | 2019年 - 現在      | 185,000  |
| コスタ・トスカーナ | Costa Toscana  | 建造中 | （2021年就航予定） | 185,000  |

### コスタ・ベネチア級
| 船名                 | 英名          | 完成年 | 就航年        | 総トン数 |
| -------------------- | ------------- | ------ | ------------- | -------- |
| コスタ・ベネチア     | Costa Venezia | 2019年 | 2019年 - 現在 | 135,500  |
| コスタ・フィレンツェ | Costa Firenze | 2020年 | 2020年 - 現在 | 135,500  |

### コスタ・コンコルディア級
| 船名                 | 英名            | 完成年 | 就航年        | 総トン数 |
| -------------------- | --------------- | ------ | ------------- | -------- |
| コスタ・セレーナ     | Costa Serena    | 2007年 | 2007年 - 現在 | 114,500  |
| コスタ・パシフィカ   | Costa Pacifica  | 2009年 | 2009年 - 現在 | 114,500  |
| コスタ・ファヴォロサ | Costa Favolosa  | 2011年 | 2011年 - 現在 | 114,500  |
| コスタ・ファシノサ   | Costa Fascinosa | 2012年 | 2012年 - 現在 | 114,500  |

### コスタ・フォーチュナ級
| 船名                 | 英名          | 完成年 | 就航年        | 総トン数 |
| -------------------- | ------------- | ------ | ------------- | -------- |
| コスタ・フォーチュナ | Costa Fortuna | 2003年 | 2003年 - 現在 | 105,000  |
| コスタ・マジカ       | Costa Magica  | 2004年 | 2004年 - 現在 | 105,000  |

### コスタ・ルミノーザ級
| 船名                 | 英名            | 完成年 | 就航年        | 総トン数 |
| -------------------- | --------------- | ------ | ------------- | -------- |
| コスタ・デリチョーザ | Costa Deliziosa | 2010年 | 2010年 - 現在 | 92,700   |

### コスタ・アトランチカ級
| 船名                   | 英名               | 完成年 | 就航年        | 総トン数 |
| ---------------------- | ------------------ | ------ | ------------- | -------- |
| コスタ・アトランチカ   | Costa Atlantica    | 2000年 | 2000年 - 現在 | 85,619   |
| コスタ・メディタラネア | Costa Mediterranea | 2003年 | 2003年 - 現在 | 85,619   |

### 退役船
コスタ歴代の船舶を、就航年順に並べた。
- ジョバンナ C（1947年 - 1953年）
- ルイサ C（1947年 - 1951年）
- マリア C（1947年 - 1953年）
- アンドレア C（旧称 Ocean Virtue）（1948年 - 1981年）
- アンナ C Anna C I（1948年 - 1981年）
- フランカ C Franca C（1952年 - 1977年）
- フェデリコ C Federico C（1958年 - 1983年）
- ビアンカ C Bianca C（1959年 - 1961年）
- エンリコ C  / エンリコ・コスタ（1965年 - 1994年）
- ユージェニオ C Eugenio C（1966年 - 1996年）
- カーラ C Carla C / カーラ・コスタ（1967年 - 1985年、1986年 - 1992年）
- ファルヴィア C Fulvia C (1969年 - 1970年)
- フラヴィア C Flavia（1968年 - 1982年）
- マリーナ C Costa_Marina（1969年 - 2001年）
- アンナ C II（1971年 - 1981年）→　1981年にギリシャの海運会社 Chaldeos Freighters Ltd に売却、ダメンハム Damenham に改称後、払い下げられて1984年6月にパキスタンのバローチスターン州ガダニ海岸で解体。
- イタリア Italia（1974年 - 1983年）
- アンジェリーナ・ラウロ Angelina Lauro（1978年 - 1979年）
- ダナエ（1979年 - 1992年）
- ダフネ（1979年 - 1997年）
- アメリカニス（1980年 - 1984年）
- コロンブス C Columbus C（1981年 - 1984年）
- コスタ・リビエラ Costa Riviera（1981年 - 2002年、1994年 - 2002年）
- コスタ・マリーナ Costa Marina（[1988年 - 2011年）
- コスタ・プラヤ Costa Playa（1995年 - 1998年）
- コスタ・アトランティカ Costa Atlantica（2000年 - 2020年）
- コスタ・トロピカル Costa Tropicale（2001年 - 2005年）
- コスタ・ヨーロッパ Costa Europa（2002年 - 2010年）
- コスタ・コンコルディア Costa Concordia（2006年 - 2012年 座礁事故により退役）
- コスタ・アレグラ Costa Allegra（1990年 - 2012年 火災により退役[12]
- コスタ・ヴォイジャー Costa Voyager（2011年 - 2014年）2014年、中国へ売却
- コスタ・クラシカ（1991年 - 2018年）2014年の改装後、コスタ・ネオクラシカに改名。2018年にバハマ・パラダイス・クルーズライン社（英語版）へ売却。
- コスタ・ネオリヴィエラ Costa neoRiviera（2013年 - 2019年）
- コスタ・オリンピア Costa Olympia（未就航）→ コスタビクトリアの姉妹船にする予定はブレマーバルカン造船所（英語）の財政破綻により中断。ノルウェー・クルーズライン（英語版）が未完成の船体を買い取り、ノルウェースカイ（Norwegian Sky）として就航。
- コスタ・スプレンダー Costa Splendor（未就航）→ 納品先変更、カーニバル・スプレンダー（Carnival Splendor）に改称。
- コスタ・セレブレーション Costa Celebration（未就航）→ イベロクルーセロス社（英語版）（Iberocruceros）から下取りして大幅改装後、就航前日にバハマ・パラダイス・クルーズライン社へ売却。
- コスタ・ネオロマンチカ Costa neoRomantica （1993年 - 2019年）1993年に「コスタ ロマンチカ」として就航し2012年に現名称に改名。2020年、セレスティアルクルーズに売却[13]
- コスタ・ビクトリア（1995年 - 2019年）2020年内に解体[14]
- コスタ・ルミノーザ （2009年 - 2022年）、カーニバルクルーズラインに売却